# De Voocht

De Voocht is een geslacht waarvan leden sinds 1814 tot de Nederlandse adel behoren en dat in 1856 uitstierf.

## Geschiedenis
De stamreeks begint met Mattheus Glaudy de Camerlinck die voor 4 februari 1609 overleed. De nazaat Antonius Josephus Johannes Casparus de Voocht, lid van de Vergadering van Notabelen (1814), werd bij Souverein Besluit van 28 augustus 1814 benoemd in de ridderschap van Noord-Brabant waardoor hij en zijn nageslacht tot de Nederlandse adel gingen behoren; met zijn dochter stierf het geslacht in 1856 uit.